# Citizen Conservation
Citizen Conservation (CC) ist die Bezeichnung für ein Erhaltungszuchtprogramm in Deutschland. Durch ein Netzwerk von Zoos, Privatleuten und Organisationen soll es zum Schutz bedrohter Tierarten beitragen. Eingebunden sind auch Tierhaltungen in anderen europäischen Ländern.

## Anfänge
Der 2014 in Berlin gegründete Verein „Frogs & Friends“ entwickelte 2017 für den Verband der Zoologischen Gärten (VdZ) das Konzept der Citizen Conservation (CC). Danach werden engagierte Privathalter, die in der Haltung von Arten sachkundig sind, mit Zoos verbunden, die selbst Erhaltungszuchten betreiben. Das Ziel sind gemeinsame Ex-situ-Artenschutzprojekte, also solche für Tiere außerhalb ihres eigentlichen Lebensraumes, die in der Natur vermutlich nicht mehr zu retten sein werden oder eine Krisenzeit überdauern müssen. So soll in den Kampf gegen das Artensterben auch die Wildtierhaltung in menschlicher Obhut einbezogen werden.

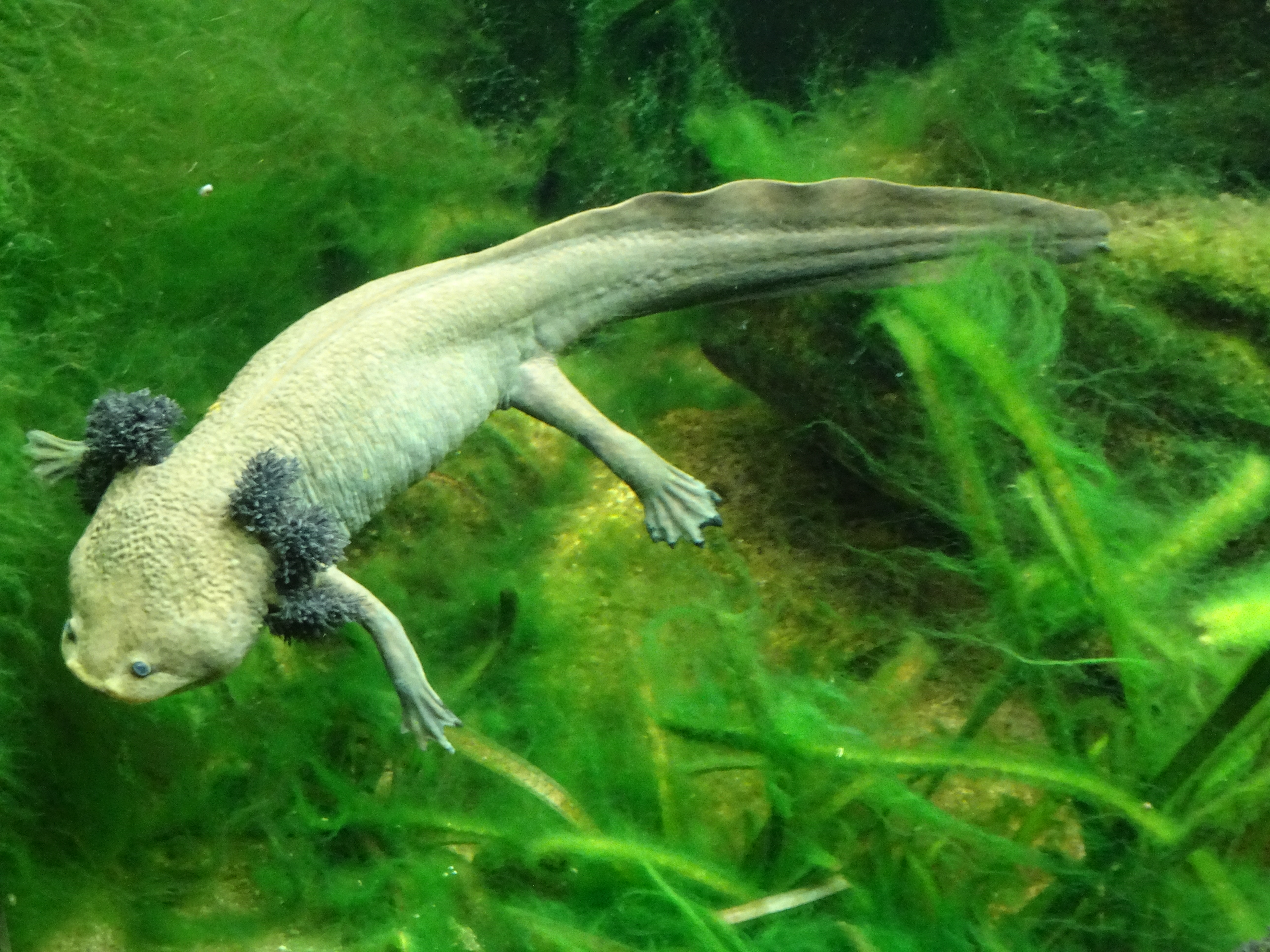
Pátzcuarosee-Querzahnmolch, seit 2018 von Citizen Conservation betreut

Die Finanzierung einer fünfjährigen Pilotphase übernahmen Frogs & Friends, VdZ und die Deutsche Gesellschaft für Herpetologie und Terrarienkunde. Noch 2018 begannen Privatleute mit der Zucht der vom Aussterben bedrohten Pátzcuarosee-Querzahnmolche. Bis 2022 betreuten CC-Aktive bereits 1382 Tiere aus 15 Arten. Schon 2019 erhielten die Initiatoren Björn Encke und Heiko Werning für das Konzept der Citizen Conservation den von der Bundesregierung ausgelobten Preis „Kultur- und Kreativpiloten Deutschland“.

## Umwandlung
2022 wurde das Projekt in die gemeinnützige Citizen Conservation Foundation gGmbH umgewandelt, deren drei Gesellschafter die alten Projektträger sind. Sitz der gGmbH ist Berlin, Aufsichtsratsvorsitzender ist Tim Schikora, Direktor des Zoo Schwerin. 2023 entstanden neben dem Fachbeirat für Amphibien auch Beiräte für Fische und Reptilien, die seit 2020 bzw. 2023 Teil des CC-Programms sind. Eine Wildtier-Datenbank „Wild at Home“ bringt  Transparenz und Effizienz in die private Erhaltungszucht und bietet Tools zur Koordination der Aktiven. Vom „Innovationsprogramm für Geschäftsmodelle und Pionierlösungen“ (IGP) des Bundesministeriums für Wirtschaft gefördert, ging 2023 eine Beta-Version online.
Zur Unterstützung der CC-Aktivitäten erschien 2022 das Buch Von Okapi, Scharnierschildkröte und Schnilch. Ein prekäres Bestiarium von Heiko Werning und Ulrike Sterblich. Es wurde Wissensbuch des Jahres 2022.

## Erfolge

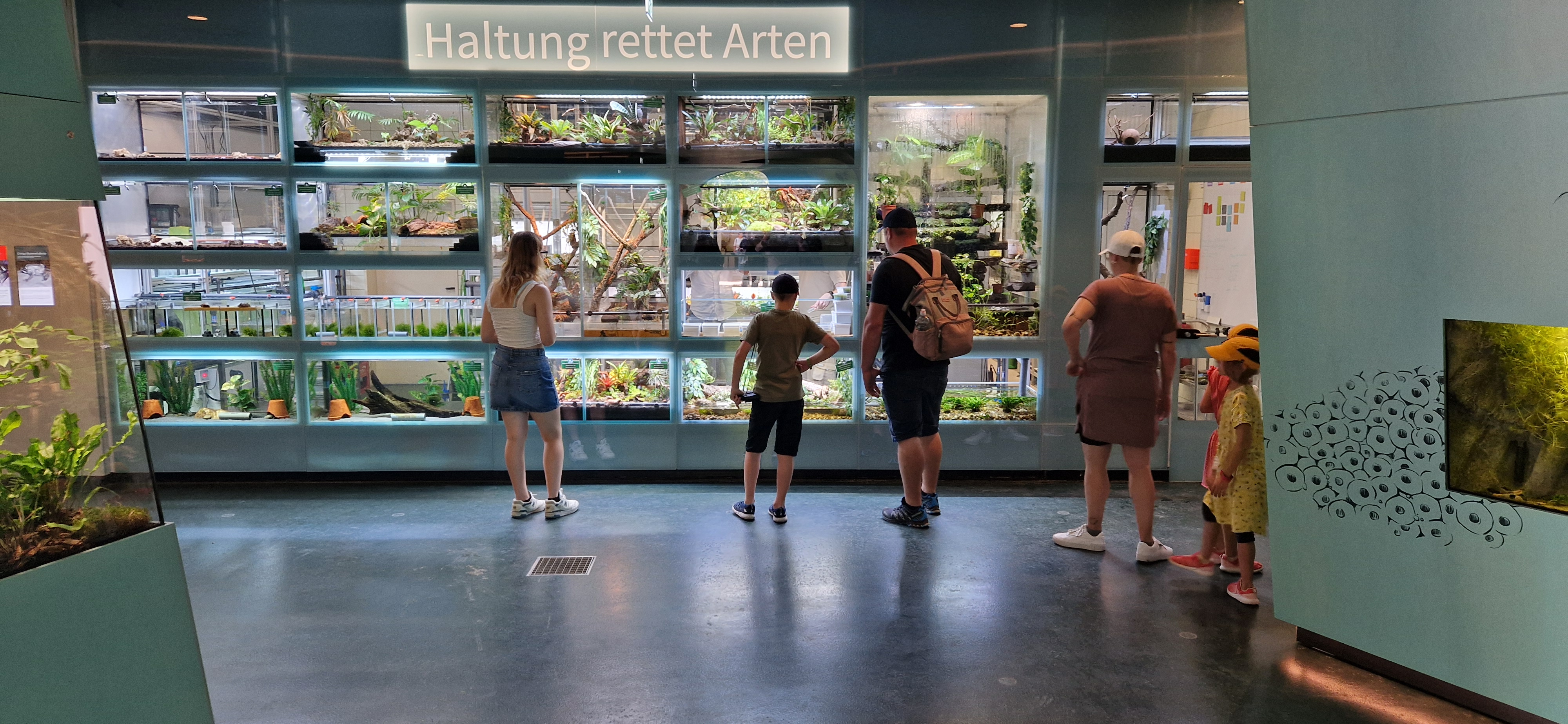
Schauwand zur Zucht bedrohter Arten im 2024 eröffneten Amphibium mit CC-Angeboten im Zoo Hannover

Am Aufbau von CC beteiligen sich der Kölner Zoo, der Zoo Basel, der Zoologische Garten Augsburg, die Deutsche Tierparkgesellschaft und die Wilhelma in Stuttgart. Zahlreiche, auch kleine Zoos haben in Absprache mit CC Erhaltungszuchtprogramme begonnen, die auf Privatpersonen ausgedehnt werden, so die Zoom Erlebniswelt Gelsenkirchen mit dem Vietnamesischen Krokodilmolch und der Chinesischen Rotbauchunke, der Zoo Basel mit der Rio-Pescado-Harlekinkröte und der Tierpark Chemnitz mit dem Lemur-Laubfrosch. Im Erlebnis-Zoo Hannover ging 2024 ein von Frogs & Friends konzipiertes und der CC gewidmetes Amphibium in Betrieb.
Am 31. Dezember 2023 betreute CC einen Bestand von 2027 Amphibien aus 17 Arten in 190 Haltungen, 1981 Fische aus 6 Arten in 39 Haltungen und 18 Reptilien aus 3 Arten in 6 Haltungen. Neben Zuchten in Deutschland sind auch solche in Österreich, der Schweiz, Großbritannien, Polen, Lettland, Slowenien, Tschechien, den Niederlanden und Belgien beteiligt.

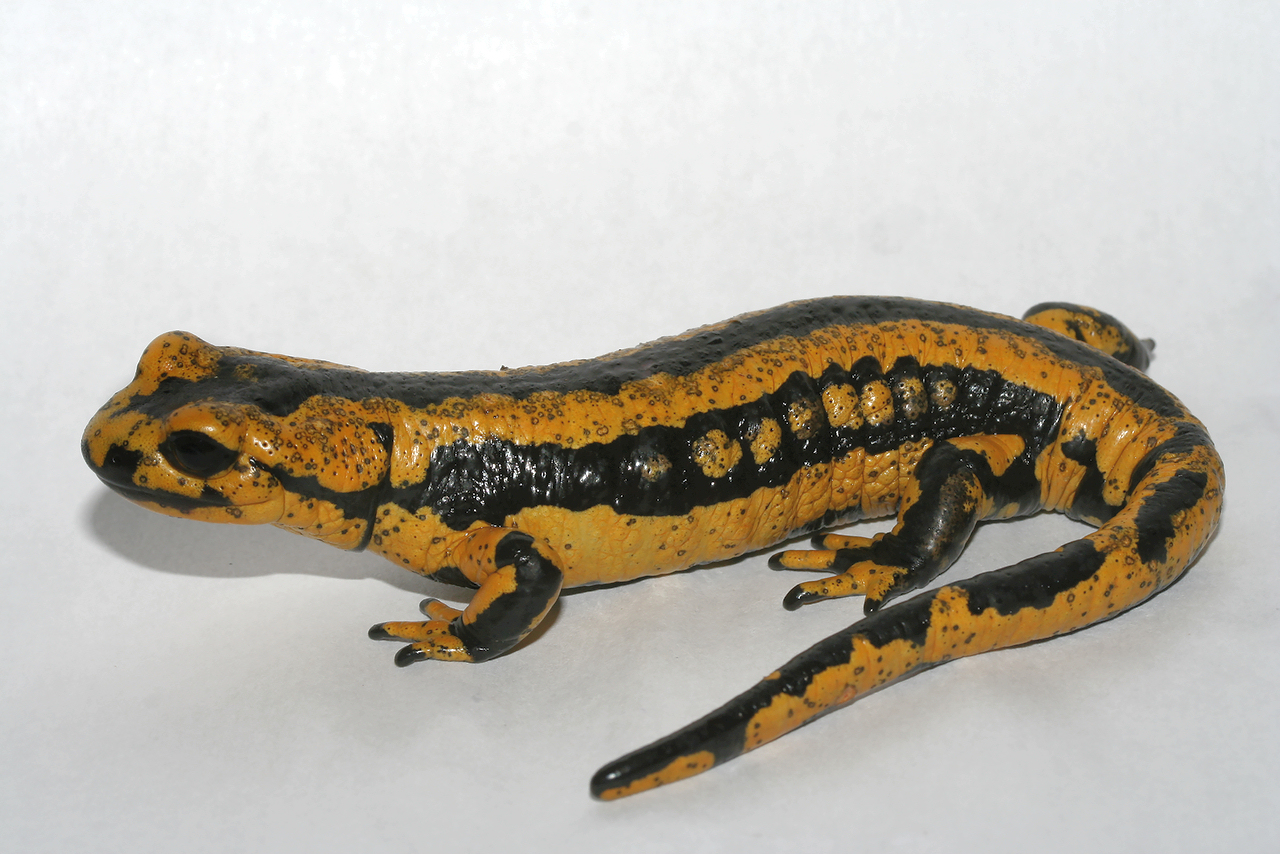
Feuersalamander mit tödlichem Hautpilz Bsal (dunkle Flecken). CC soll zum Überleben der Art beitragen.

Dramatisch ist die Situation der Feuersalamander in Deutschland. Der eingeschleppte Hautpilz Batrachochytrium salamandrivorans (Bsal) könnte das Ende der freilebenden Population in Deutschland bedeuten. Zoos und private Halter, von CC koordiniert, sollen die Ausrottung der Art verhindern. CC hat dazu eine Machbarkeitsstudie veröffentlicht. Ende 2023 betreute CC 16 Haltungen mit 152 Tieren.

## Belege
1. ↑  Philip Gerhardt: Artenrettung hinter Glas. In: Frankfurter Allgemeine Zeitung, 28. August 2019
2. ↑  Citizen Conservation: Mission, online, aufgerufen am 23. September 2024
3. ↑  Citizen Conservation: Historie, online, aufgerufen am 23. September 2024
4. ↑  Citizen Conservation: Historie, online, aufgerufen am 23. September 2024
5. ↑  Kultur- und Kreativpilot*innen Deutschland: Citizen Conservation. Retter der Artenvielfalt, Preisträgervorstellung, online, abgerufen am 23. September 2024
6. ↑  Verlag Galiani Berlin, ISBN 978-3-86971-255-0
7. ↑  Zoom Erlebniswelt: Erhaltungszucht in Zoos. online, abgerufen am 23. September 2024
8. ↑  sda: Der Zoo Basel bewahrt mit privaten Züchtern winzige Kröten vor dem Aussterben, in: Badische Zeitung, 9. Oktober 2023
9. ↑   Chemnitz.de: Tierpark Chemnitz – Neue seltene Amphibienart zu sehen, 7. November 2023, online, abgerufen am 23. September 2024
10. ↑  Langenhagener News, 14. Mai 2024: Erlebnis-Zoo Hannover eröffnet neues Amphibienhaus, online, abgerufen am 23. September 2024
11. ↑  Tierbilanz, Jahresbericht 2023, S. 33, online, abgerufen am 23. September 2024
12. ↑  Hauptpilz bedroht Bestand der Feuersalamander, Süddeutsche Zeitung, 2. März 2023, online, abgerufen am 23. September 2024
13. ↑  Johannes Penner u. a.: Machbarkeitsstudie zur Ex-situ-Erhaltungszucht des Feuersalamanders (Salamandra salamandra). Das Beispiel Bayern. Frogs & Friends 2022, online, abgerufen am 23. September 2024
14. ↑  Tierbilanz, Jahresbericht 2023, S. 33, online, abgerufen am 23. September 2024